# Trunko

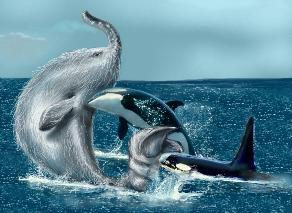
Künstlerische Darstellung des Trunko wie er von zwei Orcas angegriffen wird; gezeichnet von Bill Asmussen

Trunko (engl. trunk = Rüssel) ist der Spitzname für ein Tier, das am 25. Oktober 1924 in Margate, Südafrika, gesichtet worden sein soll; in einem Artikel, der am 27. Dezember in der Londoner Daily Mail veröffentlicht worden war, wurde das Wesen als „Fish Like A Polar Bear“, also als „Fisch wie ein Eisbär“, beschrieben.
Bei seiner ersten Sichtung war das Tier angeblich vor der Küste in einen Kampf mit zwei Schwertwalen verwickelt, welche die außergewöhnliche Kreatur für drei Stunden in Schach hielten. Dabei soll es sein Hinterteil benutzt haben, um die Wale zu attackieren, und Berichten zufolge hob es sich um etwa 20 Fuß (ca. 6 Meter) aus dem Wasser. Einer der Augenzeugen, Hugh Ballance, meinte, das Tier habe während des letzten Kampfes wie ein „riesiger Eisbär“ ausgesehen.

## Beschreibung
Das Wesen wurde angeblich an den Strand von Margate Beach angespült. Obwohl es dort für zehn Tage lag, wurde der Kadaver von keinem Wissenschaftler untersucht. Daher konnte keine zuverlässige Beschreibung veröffentlicht werden, ebenso wenig gibt es Fotografien davon. Einige Leute, deren Personalien man nicht festhielt, berichteten, das Tier habe ein schneeweißes Fell, einen elefantenartigen Rüssel und einen hummerähnlichen Schwanz – der Kadaver sei zudem blutleer gewesen.
Während es am Strand lag, wurde es von Strandgängern gemessen; dabei stellte sich heraus, dass es eine Länge von 47 Fuß (ca. 14 Meter), eine Breite von 10 Fuß (ca. 3 Meter) sowie eine Höhe von 5 Fuß (ca. 1½ Meter) hatte. Die Länge des Rüssels betrug ebenfalls 5 Fuß, der Durchmesser dieses Körperteils betrug 14 Zoll (ca. 35 cm). Der Schwanz war 10 Fuß lang.
Der Rüssel kam den Aussagen der befragten Personen nach direkt aus dem Torso – an dem Kadaver war kein Kopf erkennbar. Auf Grund dieses Merkmals wurde das Tier von dem britischen Kryptozoologen Dr. Karl Shuker in seinem 1996 herausgegebenen Buch The Unexplained „Trunko“ genannt.
In der Ausgabe der Charleroi Mail, die am 27. März 1925 in Charleroi, Pennsylvania, herauskam, wurde ein Artikel mit der Überschrift „Whales Slain By Hairy Monster“ (Wale von haarigem Monster getötet) veröffentlicht. Laut diesem Artikel wurden Wale von einer merkwürdigen Kreatur getötet; diese sei an den Strand gespült worden und habe dort vor Erschöpfung das Bewusstsein verloren, allerdings nach zehn Tagen ihren Weg zurück ins Meer gefunden und wurde nie wieder gesichtet.

## Erklärungen
Es gab viele Vermutungen, die dieses Phänomen erklären sollten. Die häufigste war, dass der Kadaver von einem großen Wal, einem Walhai oder einem Riesenhai stammt, dessen zerfallener Körper pelzartig erschien und den Orcas als Festmahl diente. Drei Bilder, die eine weiße organische Masse, einen sogenannten Globster, zeigen, sowie ein dazugehörender Artikel des Journalisten A. C. Jones im Wide World Magazine bekräftigen diese Vermutung.
Eine zweite häufig auftretende Theorie besagt, mit Trunko sei eine seltsam aussehende neue Spezies eines riesigen Wals, einer Robbe oder einer Seekuh gesichtet worden. Es wird im Allgemeinen den Kryptiden zugeordnet, also Wesen, mit denen sich die Kryptozoologie beschäftigt.

## Das Datum der Sichtung
Das genaue Datum des Vorfalls ist, ebenso wie die Existenz des Tieres, nach wie vor unklar. Während der Artikel der Daily Mail den 25. Oktober 1924 als Zeitpunkt des Kampfes zwischen den Walen und dem Kryptiden angibt, behauptet Dr. Karl P. Shuker in seinem Buch From Flying Toads to Snakes with Wings, der 1. November 1922 wäre das tatsächliche Datum dieses Ereignisses. Dieses Datum ist auch auf vielen Webseiten zu diesem Thema zu finden.